# 4206 Verulamium
4206 Verulamium è un asteroide della fascia principale. Scoperto nel 1986, presenta un'orbita caratterizzata da un semiasse maggiore pari a 2,8624527 UA e da un'eccentricità di 0,0140916, inclinata di 1,16289° rispetto all'eclittica.
Deve il suo nome all'antica città romana di Verulamium.